# Довженко, Алексей Ульянович
Алексей Ульянович Довженко (12 сентября 1920, Пирятинский район — не ранее 1985) — советский морской офицер, капитан 1 ранга. Участник Великой Отечественной войны. Командир Разведывательного отряда РО штаба Черноморского флота.

## Биография
Родился 12 сентября 1920 года на хуторе Высокий Пирятинского района Полтавская области в украинской крестьянской семье. Окончил Пирятинскую среднюю школу.
Был призван в РККА 25 июня 1938 года. Окончил Черноморское военно-морское училище, был досрочно выпущен в октябре 1941 года. Назначен штурманом канонерской лодки «Рион» Азовской военной флотилии. В ноябре 1941 года в бою был ранен и контужен, находился в госпитале до января 1942 года. В январе 1942 года был назначен командиром катера-тральщика «Венера». С февраля 1942 года — штурман сторожевого корабля «Войков», с мая 1942 года помощник командира этого корабля.
В августе 1942 года был назначен командиром 1-й морской роты Керченской военно-морской базы, которая действовала на Таманском полуострове. 8 сентября 1942 года назначен командиром разведывательно-диверсионного отряда Новороссийского оборонительного района, позднее переименованного в разведывательный отряд Геленджикской оперативной группы РО штаба ЧФ. 11 сентября 1942 года во главе разведгруппы из 15 человек высадился в тыл противника в районе Южной Озерейки. Группа провела разведку района Глебовка — Борисовка — Мысхако, установила части и количество войск противника, расположение огневых точек.
С 21 по 29 октября 1942 года во главе группы из 10 человек вёл разведпоиск в районе Анапа — Раевская. В результате действий группы был взят пленный, который сообщил сведения об обороне побережья от Новороссийска до Анапы. Группа помогла партизанскому отряду в эвакуации более 100 раненых и больных партизан. В ноябре 1942 года вёл разведку в тылу противника в районе села Варваровка. 14 декабря 1942 года группа захватила ценного «языка» в районе населённого пункта Базовая Щель. 30 января 1943 года с группой был высажен в район Соленых озёр, сопроводил агента в район Анапы, провёл разведку и установил дислокацию и состав частей противника, характер укреплений в районе Чайкадзары — долина Су-Ко. 25 февраля 1943 года с группой был заброшен в район Водопадной для сопровождения трех разведчиков-диверсантов и ведения разведки.
15 мая 1943 года после гибели майора капитана Д. С. Калинина Довженко был назначен командиром разведывательного отряда штаба Черноморского флота. В дальнейшем неоднократно организовывал высадку в тыл противника разведывательных групп. Окончил специальные курсы офицерского состава разведывательного управления ВМФ в ноябре 1943 — январе 1944 года. Член ВКП(б) с июля 1944 года. С февраля по август 1944 года занимался подготовкой к заброске в тыл противника разведывательных групп РО штаба Черноморского флота. В августе 1944 года был назначен начальником отделения войсковой разведки РО Дунайской военной флотилии. Дважды лично проводил разведку плацдарма для высадки десанта в районе села Молога (Днестровский лиман). С сентября 1944 по май 1945 года непосредственно участвовал в организации разведывательного обеспечения десантов и других боевых действий Дунайской флотилии.
После войны продолжил службу. В 1951 году окончил Ленинградскую военно-морскую академию. Служил в центральном аппарате военно-морской разведки ВМФ СССР.
В запасе с 29 июля 1960 года. Работал старшим инженером Министерства рыбного хозяйства СССР.

## Награды[1]
- орден Красного Знамени (07.04.1943),
- орден Отечественной войны 2-й степени (12.02.1946),
- орден Красной Звезды (03.11.1953),
- орден Отечественной войны 1-й степени (06.11.1985),
- медаль «За оборону Кавказа»,
- медаль «За освобождение Белграда»,
- медаль «За взятие Будапешта»,
- медаль «За взятие Вены»,
- медаль «За победу над Германией в Великой Отечественной войне 1941—1945 гг.»,
- медаль «За боевые заслуги» (20.06.1949).

## Примечание
1. 1 2 3  Довженко Алексей Ульянович. ОБД Память народа. Министерство обороны РФ (2022). Дата обращения: 7 мая 2022. Архивировано 7 мая 2022 года.
2. 1 2 3 4 5 6  Довженко Алексей Ульянович // Слава и гордость советской военной разведки. Биографический сборник-альбом. Оперативная разведка.. — М.: ГРУ ГШ ВС СССР, 1967. — С. 82—83.
3. 1 2  Колонтаев, 2015, с. 21—24.